# Bai Ling
En aquest nom xinès, el cognom és Bai.
Bai Ling, nascuda el 10 d'octubre de 1966, és una actriu xinesa nacionalitzada com a ciutadana dels Estats Units. El seu nom en mandarí significa "llum/esperit blanc/brillant".

## Biografia
Bai Ling va nàixer en Chengdu, província de Sichuan, Xina, durant la Revolució Cultural. El seu pare era professor de música i la seua mare actriu de teatre i ballarina. Els seus pares, a causa de les seues professions, van ser maltractats durant la revolució i Bai es traslladà a viure amb la seua àvia.
Durant el seu servei militar com a membre de l'Exèrcit Popular d'Alliberament, fou enviada al Tibet per 3 anys. La seua principal ocupació consistia a participar en les activitats d'entreteniment com a membre d'un grup de teatre musical de l'exèrcit.
Segons va anar creixent i madurant, el seu caràcter rebel li va causar problemes amb el govern. Bai fou acusada d'insubordinació per ús excessiu d'alcohol i tabac. Cap al final del seu servei militar fou hospitalitzada per depressió. El seu suport a les protestes de Tiananmen li va originar problemes amb les autoritats xineses.
El 1991, Bai va ser a Nova York, al departament de cinematografia de la Universitat de Nova York. Una vegada allí, va obtenir un visat que li va permetre romandre als Estats Units fins que es va naturalitzar el 1999.

## Carrera professional
Bai ha actuat en set grans produccions cinematogràfiques a més de moltes obres de teatre. La seua actuació més celebrada en el cinema xinès va ser Hu Guang, i Red Corner és considerada la pel·lícula del seu llançament en el cinema de parla anglesa.
Va tenir l'oportunitat de treballar amb el ja desaparegut Brandon Lee en el film The Crow on aquest mor en el set de filmació.
Bai va participar en Star Wars Episodi III, La venjança dels Sith assumint el rol de la Senadora Brana Breemu, però les seues escenes van ser eliminades de la versió final. Ella al·lega que el motiu en va ser la seua aparició posant nua en l'edició de juny del 2005 de la revista Playboy, fet que coincidia amb la data de llançament de la pel·lícula. El director de la pel·lícula George Lucas nega açò últim, al·ludint que l'eliminació de les escenes de Bai s'havia fet molt abans.
La revista americana People va nomenar Bai entre les "50 persones més belles del món" el 1998.

## Vida personal
En entrevistes fetes al New York Daily News i la revista americana FHM s'ha proclamat bisexual.
El 13 de febrer de 2008 va ser arrestada a l'aeroport internacional de Los Angeles per robar en una botiga d'articles de regal.

## Filmografia
- Shan cun feng yue (1987)
- Hu guang (1988)
- The Crow (1994)
- Nixon (1995)
- Dead Weekend (1995)
- Dead Funny (1995)
- El laberint roig (Red Corner) (1997)
- Somewhere in the City (1998)
- Anna and the King (1999)
- Wild Wild West (1999)
- Row Your Boat (2000)
- The Lost Empire (2001)
- Llegat de sang (The Breed) (2001)
- Storm Watch (2002)
- Point of Origin (2002)
- Face (2002)
- 2003 MTV Movie Awards (2003)
- The Extreme Team (2003)
- Paris (2003)
- Taxi: A tota velocitat (Taxi3) (2003)
- Three... Extremes Dumplings (2004)
- Sky Captain i el món del demà (Sky Captain and the World of Tomorrow) (2004)
- She Hates Me (2004)
- My Baby's Daddy (2004)
- The Beautiful Country (2004)
- But Can They Sing? (2005)
- Lords of Dogtown (2005)
- Star Wars Episodi III, La venjança dels Sith (2005)
- Man About Town (2006) de Mike Binder
- The Gene Generation (2006)
- Southland Tales (2006)
- Scarface:The World Is Yours (2006): Videojoc: veu.
- Living & Dying (2007)
- ''Lost'' (2007) Sèrie de televisió. Un episodi.
- ''The Unit'' (2007). Sèrie de televisió. Un episodi.
- Shanghai Baby (2007)
- ''The Gene Generation'' (2007)

Bai Ling també fa la veu de Mui en la versió doblada a l'anglès de la pel·lícula Shaolin Soccer.